# Ruby Party
Ruby Party (ルビーパーティー, Rubī Pātī) est le nom de la marque japonaise du Koei Tecmo Holdings et de son équipe de développement de jeux vidéo. Elle a été créée vers 1990.
L'équipe a produit principalement la série Neo Romance qui est la série de jeux vidéo otome pour femmes. Le premier produit de cette série est Angelique sorti en 1994, qui est connu comme le premier jeu vidéo otome au monde.
La cheffe actuelle de l'équipe est Mei Erikawa qui est la fille de Keiko Erikawa (ja) (襟川恵子), une conceptrice de jeux et présidente du conseil d'administration du Koei Tecmo Holdings. Keiko Erikawa est également la fondatrice de cette équipe et la première chef.
Les membres de l'équipe sont majoritairement des femmes.

## Produits

### Série Neo Romance
La série Neo Romance est la série de jeux vidéo otome développée par Ruby Party
1. Série Angelique (アンジェリーク)*
2. Série Harukanaru toki no naka de (遙かなる時空の中で)
3. Serie Kin'iro no Corda (金色のコルダ) en
4. Série Neo Angelique (ネオ・アンジェリーク)* etc.

- Relation entre Angelique et Neo Angelique : Le nom de protagoniste des deux jeux vidéo est Angélique. En général, le monde des jeux Angélique a le système d'une reine et de neuf gardiens. Le jeu Neo Angelique n'a pas ce système, ce sont donc des histoires totalement différentes et indépendantes. Mais selon Ruby Party, le monde d'Angelique est le passé lointain de Neo Angelique[4]. La scène du jeu Neo Angelique est le continent Arcadia sur une certaine planète. Arcadia est la scène du jeu Angelique Trois[5]. Il y a donc des éléments un peu communs aux deux séries de jeux vidéo.